# Chiesa nuova di San Giuseppe (Como)
La chiesa nuova di San Giuseppe è un edificio di culto cattolico situato nella zona sud della convalle di Como. Fu una delle prime chiese della città a deviare dagli stilemi architettonici raccomandati dal Concilio di Trento.

## Storia
Durante il periodo dell'espansione edilizia italiana, il comune e la Diocesi di Como maturarono la decisione di erigere un nuovo edificio religioso che potesse meglio rispondere alle esigenze della parrocchia facente riferimento alla chiesa di San Giuseppe in Valleggio.
I lavori, eseguiti secondo un avveniristico progetto di Gino Colombo e Gigi Radice, iniziarono ufficialmente il 17 marzo 1963. La celebrazione della prima messa avvenne in occasione del Natale 1965; per la consacrazione dell'altare bisognò tuttavia attendere fino alla Pasqua del 1967, anno in cui terminò la realizzazione delle vetrate raffiguranti la via Crucis e dell'imponente Crocefisso (in travertino) dell'abisde.
Al termine dei lavori, l'impostazione anticonformista della nuova chiesa parrocchiale suscitò numerose critiche.
Nei decenni immediatamente successivi alla costruzione, la chiesa ospitò una serie di messe beat.

## Descrizione

### Esterni
La pianta è a forma di pesce, mentre il profilo laterale dell'edificio vuole richiamare una barca a vela. Le misure della chiesa sono state progettate basandosi sul numero 33, simbolo dei presunti anni di vita di Gesù. Lo stesso numero identifica anche l'altezza in metri della cuspide che emerge dal tetto, realizzato per mezzo di due falde sostenute da travi in calcestruzzo armato.

### Interni
Internamente, la struttura della chiesa richiama una tenda, riferimento al quattordicesimo versetto del primo capitolo del vangelo secondo Giovanni.
Nel presbiterio, il cui piano di calpestio è ricoperto da moquette come lo è tutto il pavimento della chiesa, trovano posto un tabernacolo e un grande Crocifisso scolpiti da Eli Riva, autore anche di una scultura raffigurante la Sacra Famiglia.
Le vetrate, opera dell'artista di Zurigo Willy Kaufmann raffigurano le quattordici stazioni della via Crucis.